# Джарава (народ)

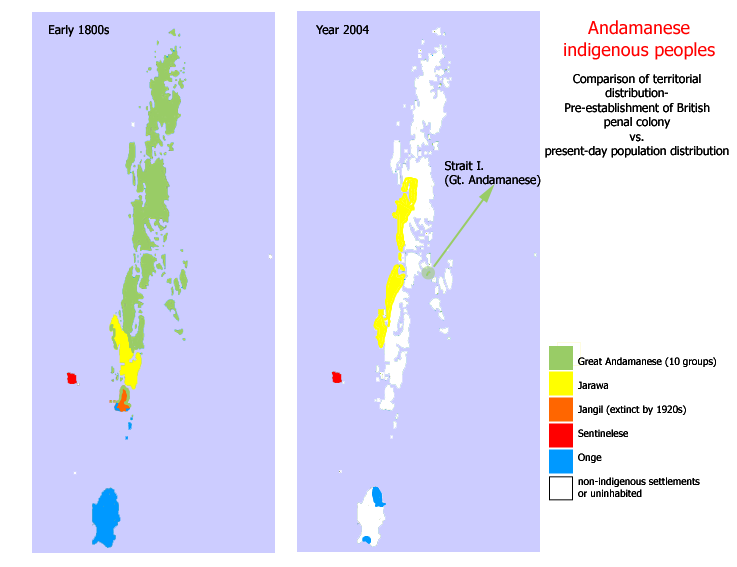
Распространение народа Джарава (выделено жёлтым)

Джарава — один из адиваси, Андаманских коренных народов, которые заселили Андаманские острова около 50000 лет назад, потомки одной из первых волн древнего расселения людей из Африки. Живут в резервации на западном побережье островов Южный и Средний Андаман. Численность — примерно 200—400 человек. Говорят на языке джарава, южной группы андаманской языковой семьи. Джарава промышляют охотой и сбором плодов в тропическом лесу. Расовый тип племени джарава — негритосы, ветвь австралоидной большой расы. Входят в список официально зарегистрированных племён Индии. Джарава занимаются охотой на диких свиней при помощи луков и стрел, а также сбором плодов в тропическом лесу, до настоящего времени оставаясь охотниками-собирателями «каменного века». В последние годы часть джарава попрошайничают у туристов и местных индийцев . В 1901 году численность джарава составляла 468 человек, к 1930 году из-за этноцида колониальных властей упала до 70 человек, но в настоящее время восстановилась до примерно 400 - 470 человек, благодаря помощи индийских властей.

## Контакты
Это одно из самых «закрытых» для общения племён. Джарава изредка вступают в стычки с индийскими поселенцами, когда браконьеры нарушают пределы их владений, либо когда сами джарава пробираются в индийские деревни, чтобы найти металлические предметы для изготовления наконечников стрел. Долгое время не удавалось установить с этим племенем дружеских контактов. Только антропологи изредка посещали районы проживания джарава, оставляя на берегу подарки — ткани, гроздья бананов, пакеты риса. Однако все эти дары до недавнего времени отвергались. В 1974 году представители индийской миссионерской службы по делам аборигенов сумели добиться расположения этого племени. Островная администрация регулярно, раз в месяц, доставляет племени «гуманитарную помощь» в виде риса. Мешки с продовольствием складывают на берегу, ночью их забирают представители племени. Местным индийцам и туристам запрещено общаться с людьми джарава и программа сведена к минимуму к концу 1990-х после ряда враждебных столкновений, приведших к смертельным исходам, и из-за опасности внесения болезней в их группу. Власти объявили районы их обитания заповедными и закрытыми для посещения и лесоразработок.
В 1978 году, через все 3 главных Андаманских острова, была построена дорога («The Andaman Trunk Road»), которая прошла через центр резервации джарава, без разрешения племени и вопреки протестам правозащитных организаций. Джарава сопротивлялись строительству этой дороги, несколько строителей были убиты, туристические автобусы и джипы также подвергались и подвергаются нападениям. Как результат контактов с туристами и местными, некоторые джарава ходят попрошайничать к этой дороге, выпрашивая еду и поношенную одежду. Многие из них имеют кожные заболевания, предположительно, из-за ношения полученной грязной одежды и контактов с туристами и индийцами. С 2002 года индийское правительство издало несколько законов и нормативных актов, запрещающих контакты с джарава и нарушения границ их резервации. Правительство несколько раз закрывало проезд по этой дороге, но так как она соединяет 400 индийских деревень Андаманских островов, с общим населением около 340 000 человек, то дорога вновь была открыта.

## Происхождение
Джарава и другие коренные андаманцы часто относятся к негритосам — этот термин употребляется в отношении различных широко распространённых народов Юго-Восточной Азии, таких как семанги с Малайского архипелага и аэта с Филиппин, а также аборигены Австралии. Характеристики негритосов (которые не относятся к монофилетической группе) включают в себя: сравнительно небольшой рост, тёмную кожу и курчавые волосы — качества, обнаруживаемые также на всём континенте Африки/
Генетические исследования, проведённые над образцами из антропологической коллекции, собранной британцами в конце XIX - начале XX века, показали, что джарава являются носителями уникальной южно-азиатской гаплогруппы мтДНК М4, подтверждающей их изоляцию от других народов на протяжении 30 000 лет, а также то, что андаманцы являются наиболее древними жителями южной Азии. При этом джарава, как и остальные андаманцы, не проявляют особого генетического родства с африканцами, а их генетическая линия мтДНК является базальной для некоторых народов южной Азии, включая часть индийцев.

## Племя и быт
Живут в джунглях в резервации на западном побережье островов Южный и Средний Андаман. Говорят на языке джарава, южной группы андаманской языковой семьи. Выживают с помощью охоты на диких свиней, большая часть племени занята охотой и собирательством. Также были шаманы которые занимались обрядами и ритуалами на благо племени. Широко использовали ритуальные камни и сигилы. Технология выплавки металлов им неизвестна. Часть нынешних джарава ходят попрошайничать к дороге, выпрашивая еду и поношенную одежду у туристов и водителей. Занятия береговых андаманцев — ловля морских черепах и рыболовство, лесных — охота, главным образом на диких свиней. Оружие — лук и гарпун, в охоте использовали собак. По наблюдениям Радклиффа-Брауна, джарава, онге и большие андаманцы вели полукочевой образ жизни и использовали стойбища 3-х типов: стабильные поселения (деревня, одна на общину, состоящая из нескольких хижин или из одной большой, круглой в плане хижины до 18 м в диаметре, где постоянно жили старики и дети), 2-й тип - сезонная стоянка из нескольких небольших хижин, в которой андаманцы жили несколько месяцев в период сезонных кочёвок, 3-й - охотничья стоянка в виде нескольких примитивных навесов, крытых листьями, без стен и пола. Юноши до брака жили в мужских домах. До 10 лет дети живут с родителями, а девочки продолжают жить с ними и дольше. Андаманцы не живут на одном месте, а меняют расположение поселений, как это принято у всех охотников-собирателей. Пищу пекут или жарят на открытом огне. Джарава, также как и сентинельцы, не ведут сельское хозяйство, оставаясь до настоящего времени охотниками-собирателями «каменного века». Изготавливают примитивную глиняную посуду, используют в быту найденные металлические предметы (при этом навыки ковки и заточки у них также остаются на уровне каменного века).

## Язык
Говорят на языке Джарава. Язык джарава — один из немногих сохранившихся коренных языков Андаманских островов. В данный момент количество говорящих на этом языке около 300 человек.

## Духовная культура
Основной культ — культ Пулугу (Билику) и Тараи, духов двух муссонов, летнего и зимнего. С ними связаны представления о смене сезонов и природных явлениях. Культурный герой — Томо (первочеловек, научивший потомков ремеслу). Распространены культы природных духов, магия. Андаманцы верят в то, что души умерших взрослых превращаются в духов природы, а умерших детей — перевоплощаются в новых детей и возвращаются на землю. О религии андаманцев известно очень мало. В мифах есть сходство с австралийскими, предки носят имена животных. Это — следы тотемизма. Некоторые мифы записал Радклифф-Браун. Гораздо больше сведений об анимистических верованиях, которые связаны с деятельностью шаманов (око-джуму или око-паияд). Духи природы представлялись им чаще всего злыми. Духи назывались лау или чауга, Джуру-вин, дух моря, Чол, приносивший солнечный удар, Эрем-чаугала и другие.
Основное развлечение — танцы и ритуалы. Танцуют оба пола, почти каждый день. Танцы однообразны, без музыки, сопровождаются песнями. Есть обычай обмена подарками, который укрепляет дружбу между отдельными родами и племенами, хотя бывают и ссоры. Ритуалы проводили шаманы с помощью камней и рисунков. Были очень суеверными. У андаманцев есть легенда о потопе, они верят, что их острова оказались разделёнными потопом, и разделились их племена. С учётом того, что время заселения Андаманских островов датируется от 50 тысяч лет назад (и позже), эта легенда может быть основана на реальных событиях: когда завершился последний ледниковый период, уровень океана значительно повысился из-за таяния ледников.

## Ссылки

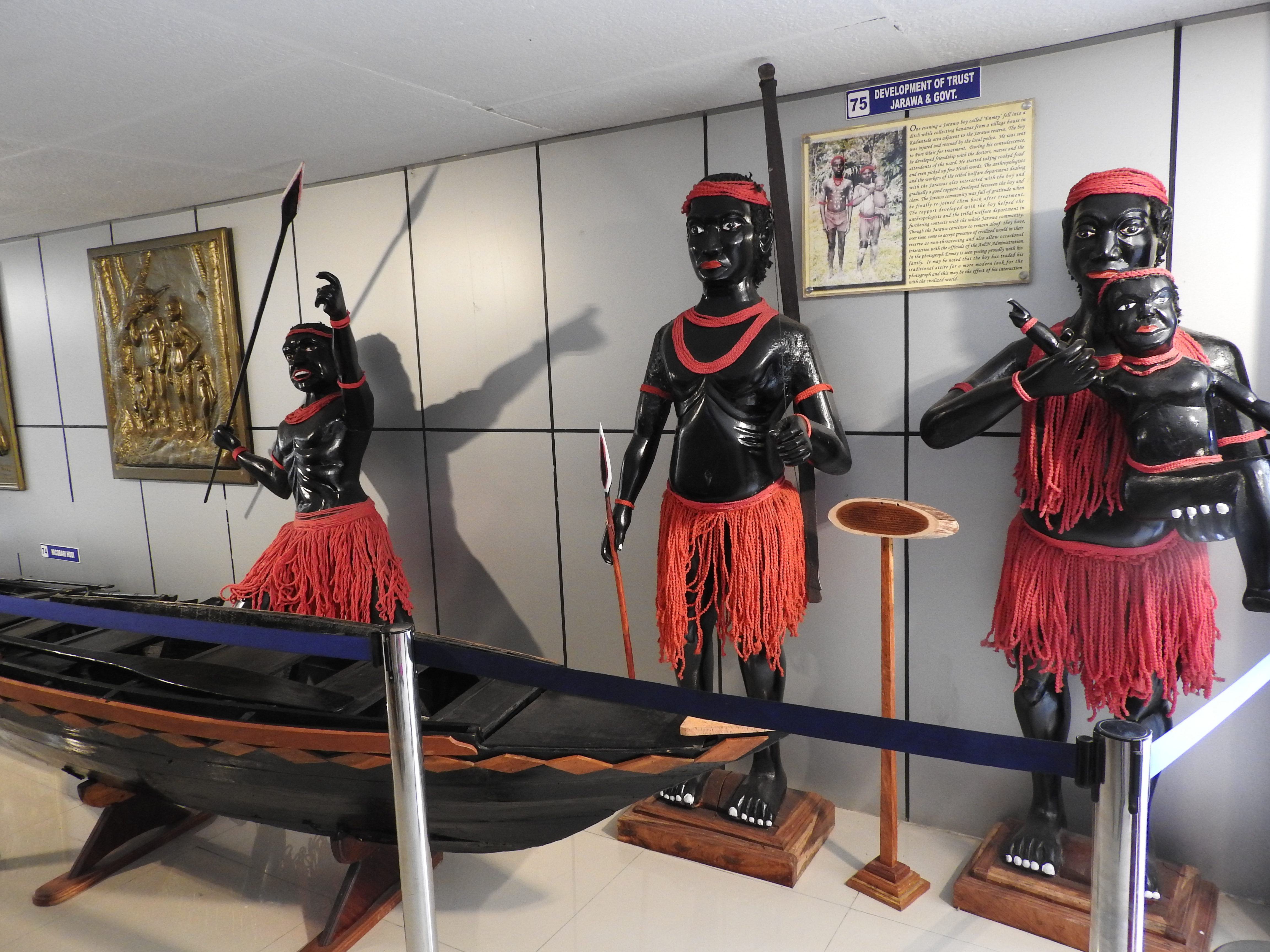
Статуи, изображающие джарава, в музее Андаманских островов